# Jan van Halst
Johannes Marinus van Halst, detto Jan (Utrecht, 20 aprile 1969), è un dirigente sportivo ed ex calciatore olandese, di ruolo centrocampista, direttore generale ad interim dell’Ajax.

## Palmarès

### Club

#### Competizioni nazionali
- Campionato olandese: 1

Ajax: 2001-2002
- Coppa dei Paesi Bassi: 1

Ajax: 2001-2002